# Stasimopus longipalpis
Stasimopus longipalpis là một loài nhện trong họ Ctenizidae. S. longipalpis được miêu tả năm 1917 bởi J. Hewitt.